# Violent Femmes (альбом)
Violent Femmes — дебютний альбом Violent Femmes. Записаний у липні 1982 року, альбом було видано на вінілових платівках та компакт-касетах лейблом Slash Records у квітні 1983 року, та на CD-дисках у 1987 році, з двома бонус-треками, "Ugly" та "Gimme the Car".
Violent Femmes став найуспішнішим альбомом гурту і отримав платиновий статус через вісім років після його видання.
Альбом посів 21-шу сходинку у списку найкращих альбомів 1980-х років за версією Slant Magazine, 36-ту сходинку списку найкращих альбомів 1980-х за версією Pitchfork Media та 22-гу сходинку списку найкращих дебютних альбомів всіх часів за версією Rolling Stone.

## Список композицій
Всі пісні, окрім відмічених, написані Гордоном Гано.
Сторона 1
1. "Blister In the Sun" – 2:25
2. "Kiss Off" – 2:56
3. "Please Do Not Go" – 4:15
4. "Add It Up" – 4:44
5. "Confessions" – 5:32

Сторона 2
1. "Prove My Love" – 2:39
2. "Promise" – 2:49
3. "To the Kill" – 4:01
4. "Gone Daddy Gone" (Гано, Віллі Діксон) – 3:06
5. "Good Feeling" – 3:52

Бонусні композиції на компакт-дисках
1. "Ugly" – 2:21
2. "Gimme the Car" – 5:04

Бонусні композиції перевидання на честь 20-ї річниці альбому
1. "Girl Trouble" (демо) - 3:07
2. "Breakin' Up" (демо) - 5:17
3. "Waiting for the Bus" (демо) - 2:08
4. "Blister In the Sun" (демо) - 2:35
5. "Kiss Off" (демо) - 2:49
6. "Please Do Not Go" (демо) - 4:18
7. "Add It Up" (демо) - 4:35
8. "Confessions" (демо) - 5:20
9. "Prove My Love" (демо) - 2:50
10. "Ugly" (британський сингл) - 2:22
11. "Gimme the Car" (британський сингл) - 5:07

Бонусні концертні композиції перевидання на честь 20-ї річниці альбому
1. "Special" - 4:27
2. "Country Death Song" - 5:25
3. "To the Kill" - 4:19
4. "Never Tell" - 7:17
5. "Break Song" - 0:41
6. "Her Television" - 2:28
7. "How Do You Say Goodbye" - 2:43
8. "Theme and Variations" - 0:54
9. "Prove My Love" - 3:19
10. "Gone Daddy Gone" - 3:32 (Gano, Willie Dixon)
11. "Promise" - 3:09
12. "In Style" - 3:43
13. "Add It Up" - 6:15
14. Інтерв'ю з Майклом Фельдманом для WHA-FM - 4:09
15. "Kiss Off" (для WHA-FM) - 3:31

## Зовнішні посилання
1. ↑  Архівована копія. Архів оригіналу за 25 березня 2012. Процитовано 4 березня 2013.{{cite web}}:  Обслуговування CS1: Сторінки з текстом «archived copy» як значення параметру title (посилання)
2. ↑  Архівована копія. Архів оригіналу за 15 серпня 2014. Процитовано 13 серпня 2014.{{cite web}}:  Обслуговування CS1: Сторінки з текстом «archived copy» як значення параметру title (посилання) [Архівовано 2014-08-15 у Wayback Machine.]
3. ↑  Архівована копія. Архів оригіналу за 10 липня 2014. Процитовано 13 серпня 2014.{{cite web}}:  Обслуговування CS1: Сторінки з текстом «archived copy» як значення параметру title (посилання)